# Стефан Юе
Стефан Юе (фр. Stéphane Huet; нар. 25 квітня 1971) — колишній французький тенісист.
Найвищу одиночну позицію світового рейтингу — 96 місце досяг 10 липня 2000, парну — 292 місце — 5 лютого 1996 року.
Найвищим досягненням на турнірах Великого шолома було 2 коло в одиночному та парному розрядах.

## Титули на челленджерах

### Одиночний розряд: (2)
| Ранг | Рік  | Турнір             | Покриття | Суперник       | Рахунок       |
| ---- | ---- | ------------------ | -------- | -------------- | ------------- |
| 1.   | 1999 | Будапешт, Угорщина | Ґрунт    | Вернер Ешауер  | 6–3, 7–5      |
| 2.   | 1999 | Гонконг            | Тверде   | Мотомура Гоїті | 6–4, 4–6, 6–1 |